# Давыдов, Мирза Шамхалович
Мирза Шамхалович Давыдов (март 1939 года, село Сундарали Лакского района, ДАССР, РСФСР, СССР) — российский поэт, прозаик и драматург. Народный писатель Дагестана (2010).

## Биография
Родился в марте 1939 года в селении Сундарали Лакского района ДАССР в семье будущего участника ВОВ Давыдова Шамхала. Кроме него в семье были: сестра Зубайрижат и брат Дауд. Зубайрижат окончила Дагестанский Учительский Институт в 1950 г. Член КПСС. Работала учительницей в Чаравалинской школе и воспитательницей в детдоме № 16. Заведующая начальными школами в сёлах Дучи и Тухчар.

## Литературная деятельность
Мирза Шамхалович работал редактором лакского радиовещания, был редактором лакского выпуска журнала «Литературный Дагестан», являлся консультантом Союза писателей Дагестана, Он некоторое время руководил лакской секцией. Был заместителем председателя Правления Союза писателей Дагестана. В настоящее время работает редактором лакского выпуска журнала «Соколенок». Член Союза писателей СССР с 1983 года. Член Правления Союза писателей Республики Дагестан.

## Звания
- Заслуженный работник культуры Республики Дагестан.
- Народный писатель Республики Дагестан (2010).